# گمینا پولانکا ویلکا
گمینا پولانکا ویلکا (به لهستانی:  Gmina Polanka Wielka) یک گمینا در لهستان است که در شهرستان اوشوینچیم واقع شده‌است. گمینا پولانکا ویلکا ۲۴٫۰۸ کیلومتر مربع مساحت و ۴٬۱۳۶ نفر جمعیت دارد.